# Живи вільним або помри (девіз)

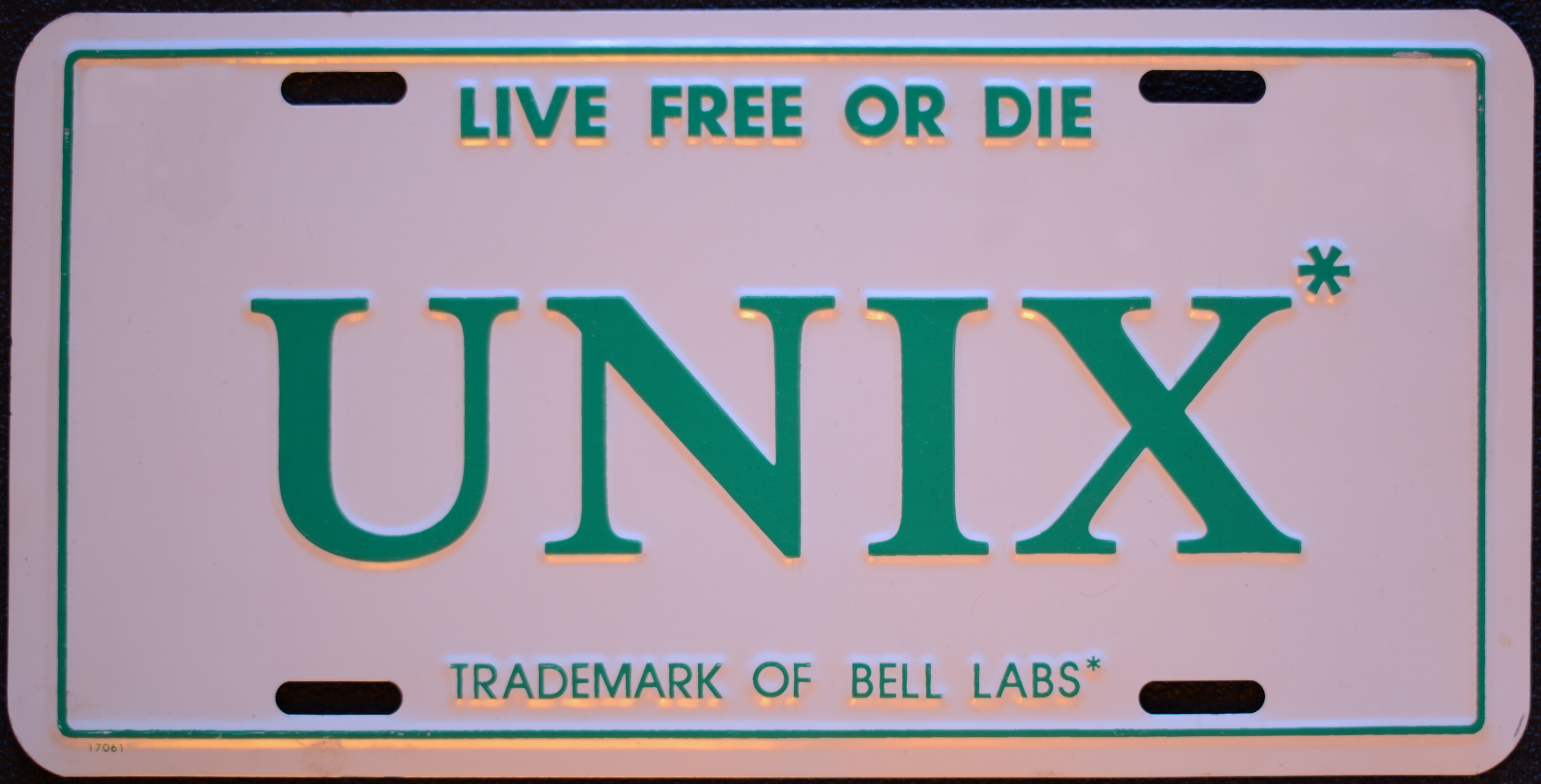
Девіз ОС UNIX у формі номерного знака

«Живи вільним або помри» (англ. «Live Free or Die») — офіційний девіз штату Нью-Гемпшир (США), прийнятий в 1945 році і зображений на емблемі штату. Походить від тосту генерала Джона Старка, найбільш відомого учасника американської Війни за незалежність, уродженця цього штату. Через погане здоров'я він відхилив запрошення на річницю битви при Беннігтоні. 31 липня 1809 він відправив лист з фразою: «Живи вільним або помри: смерть це не найгірше з зол». З 1980-х також офіційний девіз ОС UNIX.
Згідно з рішенням Законодавчих зборів штату, прийнятому в 1971, девіз з'явився на державних номерах некомерційних автомобілів.

## Витоки
Девіз, ймовірно, походить від вислову Патрика Генрі, американського політичного лідера часів боротьби за незалежність. У 1775 під час виступу в парламенті Вірджинії на захист прав народу Америки він сказав: «Дайте мені волю або дайте мені смерть» (англ. give me liberty or give me death), ця фраза стала класичною.

## Цікаві факти
В 1977 Верховний Суд США ухвалив у справі Вули проти Мейнарда, що штат не повинен переслідувати водіїв, які побажали закрити частину гасла, або все гасло цілком. Позивач, свідок Єгови Джордж Мейнард, в 1974 закрив слова «або помри». Він заявив, що гасло суперечить його релігійним переконанням. Він був засуджений за порушення законів штату, що спричинило за собою пошкодження номери автомашини. Згідно з рішенням Верховного суду Мейнард, як громадянин США, мав відповідно до Першої поправки до Конституції США право на свободу слова і свободу відмовитися від слова, і пов'язав справу з прецедентом 1943 року (відмовою дітей свідків Єгови вітати Прапор США в школах Західної Вірджинії). На думку суду, інтереси штату увійшли в протиріччя з правом громадянина на вільне самовираження.
В 1980-ті роки девіз набув популярності серед користувачів ОС UNIX, групи, яка також плекає свою незалежність. Американський програміст Армандо Стетнер з Digital Equipment Corporation (DEC) використав девіз у формі номерних знаків для конференції USENIX (Unix Engineering Group фірми DEC мала штаб-квартиру у Нью-Гемпширі.